# خلنج لوزيتاني
خلنج لوزيتاني (الاسم العلمي: Erica lusitanica) هو نوع من النباتات يتبع جنس الخلنج من الفصيلة الخلنجية.